# Diabolik: The Original Sin
Pour les articles homonymes, voir Diabolik (homonymie).
Diabolik: The Original Sin est un jeu vidéo d'aventure développé par Artematica et édité par Black Bean Games, sorti en 2007 sur Windows, Wii, PlayStation 2, Nintendo DS et PlayStation Portable.
Il est basé sur la bande dessinée Diabolik.

## Accueil
- Adventure Gamers : 3/5[1]
- Jeuxvideo.com : 9/20[2]